# یواس‌اس ال‌اس‌تی-۷۶۷
یواس‌اس ال‌اس‌تی-۷۶۷ (به انگلیسی: USS LST-767) یک کشتی بود که طول آن ۳۲۸ فوت (۱۰۰ متر) بود. این کشتی در سال ۱۹۴۴ ساخته شد.